# Герман Апостолидис
Герман (на гръцки: Γερμανός, Германос) е гръцки духовник, митрополит на Вселенската патриаршия.

## Биография
Роден е в 1836 година в цариградския квартал Мега Ревма от родители хиосци със светското име Апостолидис (Αποστολίδης). Учи в Семинарията в Смирна (1853 - 1856) и в 1854 година митрополит Паисий Смирненски (1853 - 1857) го ръкополага за йеродякон. Мести се в Цариград, където преподава (1856 - 1863). От 1860 до 1863 година паралелно е и дякон в Патриаршеския двор. От 1863 до 1867 година учи в Ризарио, Атина, а 1867 до 1868 година в Богословския факултет на Атинския университет. В 1869 година заминава за Москва, където до 1873 година учи в Богословската академия. В 1873/1874 година преподава гръцки в църковното училище във Вилнюс.
На 11 август 1874 година е ръкопополеж за иринуполски епископ, викарий на Константинополската архиепископия и наместник на Мега Ревма.
На 2 май 1877 година става мъгленски митрополит, а от 31 октомври 1881 е митрополит на Силиврийската епархия.
Умира на 8 април 1892 година в Константинопол, където участва в заседанията на Светия синод. Опелото му е отслужено в катедралата „Свети Георги“ от патриарх Неофит VIII Константинополски. Погребан е в гробището Валукли.